# Mazda 727C
Der Mazda 727C war ein Rennwagen-Prototyp, der für Mazdaspeed für den Einsatz im 24-Stunden-Rennen von Le Mans in der Gruppe C2 gebaut wurde. Er ersetzte 1984 den 717C und stellte eine Weiterentwicklung der Mooncraft-Konstruktion dar, die den gleichen 2-Scheiben-Wankelmotor, Typ Mazda 13B nutzte.

## Renngeschichte
Zwei 727C wurden 1984 im 24-Stunden-Rennen von Le Mans eingesetzt und belegten den 4. und den 6. Platz in der Gruppe C2. Allerdings schlugen zwei Lola T616 mit dem gleichen Mazda-Motor die 727C und belegten den 1. und den 3. Platz.
Der 727C wurde noch in einigen Rennen der Sportwagen-Weltmeisterschaft 1984, belegte am Ende aber nur den 10. Platz in der C2-Konstrukteursweltmeisterschaft nach zwei Privatteams. 1985 wurde der 727C durch den 737C ersetzt.